# USS Martha Washington
Pour les autres navires du même nom, voir USS Washington.
 (juin 2025).
Si vous disposez d'ouvrages ou d'articles de référence ou si vous connaissez des sites web de qualité traitant du thème abordé ici, merci de compléter l'article en donnant les références utiles à sa vérifiabilité et en les liant à la section « Notes et références ».
L’USS Martha Washington (ID-3019) était un liner construit en 1908, qui fut ensuite en service dans la Marine des États-Unis lors de la Première Guerre mondiale.

## Histoire
Le Martha Washington est lancé en 1908 par Russell & Co. Port Glasgow, en Écosse pour la ligne austro-américaine, une société austro-hongroise. Il navigue entre Trieste et New York.
Dans la soirée du 20 novembre 1911, vers Patras, alors que le navire se dirigeait vers New York, le Martha Washington est attaqué par un cuirassé italien durant une période de dix minutes. Selon le capitaine du paquebot, les Italiens alors en conflit contre l'Empire Ottoman durant la guerre italo-turque, avaient confondu le Martha Washington avec un navire turc. Sans dommages, l'équipage parvient à se faire identifier et est autorisé à reprendre sa route.
Au début de la Première Guerre mondiale, le Martha Washington est bloqué à quai par les autorités américaines à Hoboken (New Jersey) en 1914.
Après l'entrée en guerre des États-Unis en 1917, le Martha Washington est réquisitionné, puis mis sous contrôle de l'US Navy en novembre 1917. Le navire est mis en service actif le 2 janvier 1918, sous les ordres du commandant Chauncey Shackford.
Le Martha Washington effectue alors huit voyages comme transport de troupes en France pour la Cruiser and Transport Force, transportant un total de 24 005 passagers. Il ramène ensuite lors de huit autres voyages 19 687 soldats aux États-Unis, transportant également des États-Unis à Rotterdam 945 Allemands provenant de camps d'internement. Après la fin de la guerre, le navire effectue un voyage en Mer Noire pour recueillir des réfugiés, faisant escale à Constantinople et Batoumi. Il est rayé des listes de la Marine en 1919, et vendu en novembre 1922 à la Cosulich Line. Il termine sa carrière comme liner de la Italian Line, devenant le Tel Aviv en 1932 avant d'être démoli en 1934.